# Vuurtoren van Klein Curaçao
De vuurtoren van Klein Curaçao is een vuurtoren op het eilandje Klein Curaçao dat hoort bij Curaçao. De vuurtoren ligt midden op het eiland en is in sterk vervallen staat, evenals de bijgebouwen.
Doordat het eiland nogal laag is vonden er regelmatig schipbreuken plaats op Klein Curaçao, als bemanningen het eilandje niet of te laat zagen opdoemen. Hierdoor was er de wens om een vuurtoren te bouwen, die uiteindelijk voor het eerst in 1850 werd verbouwd. De eerste toren werd verwoest door een orkaan, zodat herbouw nodig was in 1877. In 1913 werd de toren nogmaals herbouwd. Door het gebruik van moderne navigatiemiddelen leek de noodzaak van een vuurtoren verdwenen. Schepen bleven echter in de problemen komen en in 2008 werd, ondanks de staat van het gebouw, een ledinstallatie in de toren aangebracht die werkt op zonne-energie. De lamp flitst als lichtpatroon 2 maal elke 15 seconden.
In 2017 werd de vuurtoren deels gerestaureerd door de overheidsdienst Domeinbeheer, in opdracht van de overheid van Curaçao, waarbij het pannendak hersteld werd en een nieuwe tussenvloer werd geplaatst. De tweede fase van de renovatie met het volledige herstel van de woningen en de vuurtoren stond gepland voor 2018, maar is tot op heden niet uitgevoerd.